# Jaroslav Drobný (hokejist/tenisač)
Jaroslav Drobný, češki hokejist in tenisač, * 12. oktober 1921, Praga, Češkoslovaška (danes Češka), † 13. september 2001, London, Anglija.
Drobný je za češkoslovaško hokejsko reprezentanco igral na enih olimpijskih igrah, kjer je bil dobitnik srebrne medalje, ter več svetovnih prvenstvih, kjer je bil dobitnik ene zlate medalje. Zaradi poškodbe vida je moral hokejsko kariero končati.
Kot tenisač je osvojil tri turnirje Grand Slam, v osmih finalih. V petnajstletni karieri je osvojil preko 130 turnirskih zmag, med letoma 1946 in 1955 pa je bil vseskozi uvrščen v prvo deseterico Svetovne teniške lestvice.

## FinaliGrand Slamov(8)

### Zmage (3)
| Leto | Turnir                           | Nasprotnik v finalu | Rezultat finala      |
| 1951 | Amatersko prvenstvo Francije     | Eric Sturgess       | 6–3, 6–3, 6–3        |
| 1952 | Amatersko prvenstvo Francije (2) | Frank Sedgman       | 6–2, 6–0, 3–6, 6–4   |
| 1954 | Prvenstvo Anglije                | Ken Rosewall        | 13–11, 4–6, 6–2, 9–7 |

### Porazi (5)
| Leto | Turnir                       | Nasprotnik v finalu | Rezultat finala         |
| 1946 | Amatersko prvenstvo Francije | Marcel Bernard      | 3–6, 2–6, 6–1, 6–4, 6–3 |
| 1948 | Amatersko prvenstvo Francije | Frank Parker        | 6–4, 7–5, 5–7, 8–6      |
| 1949 | Prvenstvo Anglije            | Ted Schroeder       | 3–6, 6–0, 6–3, 4–6, 6–4 |
| 1950 | Amatersko prvenstvo Francije | Budge Patty         | 6–1, 6–2, 3–6, 5–7, 7–5 |
| 1952 | Prvenstvo Anglije            | Frank Sedgman       | 4–6, 6–2, 6–3, 6–2      |